# Villa Latina
Villa Latina település Olaszországban, Lazio régióban, Frosinone megyében. Lakosainak száma 1148 fő (2023. január 1.). Villa Latina Atina, Picinisco, Sant’Elia Fiumerapido és Belmonte Castello községekkel határos.

## Népesség
A település lakossága az elmúlt években az alábbi módon változott:
| Lakosok száma | 1233 | 1217 | 1206 | 1148 |
|               | 2008 | 2017 | 2018 | 2023 |